# Antão Gonçalves
Antão Gonçalves (15. století) byl portugalský mořeplavec a otrokář první poloviny 15. století epochy Jindřicha Mořeplavce. Byl prvním Evropanem, který koupil Afričany jako otroky od otrokářů.
V roce 1441 byl Jindřichem Mořeplavcem poslán na průzkum západní pobřeží Afriky v expedici pod vedením Nuňem Tristãem. Po získání prvních otroků Tristão plul dále na jih, aby pokračoval ve svém výzkumu, zatím co on se vrátil s nákladem otroků do Portugalska. Na další expedici vyplul v roce 1442. Při této plavbě získal deset otroků, zlatý prach velké množství pštrosích vajec.